# Distributeur d'électricité
 (février 2017).
Si vous disposez d'ouvrages ou d'articles de référence ou si vous connaissez des sites web de qualité traitant du thème abordé ici, merci de compléter l'article en donnant les références utiles à sa vérifiabilité et en les liant à la section « Notes et références ».
Un distributeur d'électricité est une entreprise chargée de distribuer l'électricité à partir du réseau haute ou moyenne tension d'une région ou d'un pays. Cette distribution comporte en général un abaissement de la tension associé à des systèmes de sécurité, protections destinés à protéger le réseau des anomalies (foudre, court-circuit, surcharge du réseau, etc.
Selon les pays la distribution peut être assurée par un ou plusieurs 'distributeurs assurant différents services avec des tarifs variés.
En général le distributeur sert d’intermédiaire entre le réseau moyenne tension et les petits producteurs tels que les particuliers fournisseurs d'électricité.

## France
Enedis, filiale à 100 % d'EDF, est chargée de la gestion de 95 % du réseau de distribution d'électricité de France. Elle est distincte de RTE, qui est le gestionnaire de réseau de transport d'électricité en haute tension (au-delà de 50 kV), et des fournisseurs d'électricité, qui alimentent le réseau